# دوري سورينام لكرة القدم 2010-11
دوري سورينام لكرة القدم 2010-11 هو موسم من دوري سورينام لكرة القدم. كان عدد الأندية المشاركة فيه 10، وفاز فيه Inter Moengotapoe ‏.